# Digimon World
Vous lisez un « article de qualité » labellisé en 2023.
Digimon World (デジモンワールド, Dejimon Wārudo) est un jeu vidéo de rôle, développé, distribué et édité par la société Bandai, initialement publié le 28 janvier 1999 au Japon sur console PlayStation. Le jeu est ensuite sorti le 27 juillet 2000 en Amérique du Nord, puis en juillet 2001 en Europe. Une version Windows est commercialisée en Corée du Sud le 27 avril 2002.
Digimon World inclut près de deux cents créatures numériques appartenant à la franchise médiatique Digimon, créée en 1997 par Akiyoshi Hongo. Il s'agit du deuxième jeu vidéo dérivé de la franchise, succédant Digital Monster Ver. S: Digimon Tamers, publié en 1998 sur Sega Saturn. Il met en scène un jeune garçon transporté dans le Digimonde, dont la mission est de convaincre les Digimon de revenir dans la Capitale qu'ils ont quittée après avoir perdu la mémoire. Pour ce faire, le protagoniste doit élever et entraîner son propre Digimon.
Le jeu est accueilli d'une manière mitigée par l'ensemble de la presse spécialisée, qui le compare bien souvent aux premiers jeux vidéo de la franchise Pokémon, notamment pour son système d'élevage de monstres, et qui estime qu'il est surtout destiné aux amateurs de la franchise Digimon. En février 2000, le jeu compte un total de 250 000 exemplaires vendus au Japon.
Digimon World possède plusieurs suites adaptées sur consoles PlayStation, PlayStation 2, Xbox, GameCube et Nintendo DS.

## Trame

### Univers
Digimon World prend place dans un univers digital, appelé l'Île des Fichiers Binaires, où vivent les Digimon. Cette île est composée de la Capitale, une ville autrefois prospère jusqu'au départ de ses habitants. Autour de cette ville, le joueur peut traverser la Forêt originelle, une étendue boisée où se trouvent le Lac Dragoneil, une excavation et un volcan. En traversant le Lac Dragoneil, le joueur accède au Pays des Scarabées, une zone habitée par des Digimon de type insecte. À l'est de la Capitale, la Jungle Tropicale abrite des Digimon végétaux ; au sud de cette jungle se trouvent une mangrove et la forêt Amida, qui mène au Pays des Dinos, peuplés de Digimon de type dinosaure et où le temps est tantôt accéléré, tantôt ralenti ; et au nord, l'Overdell et le Manoir de Lord Gray, où vivent des dinosaures de type revenant,. Plus loin, le Grand Canyon, une vallée venteuse et rocailleuse, amène au Pays des Glaces, tout au nord de l'île, un territoire enneigé qui abrite des Digimon adaptés au froid et le Sanctuaire des Glaces,,.
À l'ouest de la Capitale, en traversant l'excavation ou la Forêt originelle, le joueur accède au Mont Panorama, qui amène à la Mécanosavane, peuplés de Digimon de type animaux,. Au nord de la Mécanosavane se trouve Bourg l'Industrie, une ville industrielle habitée par des Digimon de type machine, et une décharge. À l'est de la Mécanosavane, le joueur accède au Marais des lézards, qui permet de se rendre au Bosquet des Brumes, une forêt enveloppée d'un épais brouillard où se trouve le Ludobourg, une ville peuplée de Digimon de type jouet,.

### Scénario
Le jeu débute par une cinématique d'introduction présentant un jeune garçon, et protagoniste du jeu, assistant avec excitation à un combat de virtual pets entre deux de ses amis et leur Digimon respectif MetalGreymon et MetalMamemon. Le combat terminé, le jeune garçon rentre chez lui, seul, et remarque une étrange lumière émanant de sa chambre. Arrivé dans sa chambre, il aperçoit, en allumant son virtual pet, une petite créature rose et active essayant de communiquer. Le jeune protagoniste est alors aspiré dans un portail dimensionnel jusqu'à son arrivée brutale dans le Digimonde, un monde parallèle au monde réel, qui, comme ses résidents, est entièrement composé de données informatiques. Après avoir repris connaissance, il est accueilli par Jijimon, le chef d'une ville nommée la Capitale, située sur l'Île des Fichiers Binaires, accompagné d'un groupuscule de bébés Digimon lui expliquant le but de sa venue. Il doit tenter, à l'aide du partenaire Digimon qui lui a été choisi, de retrouver et convaincre les anciens habitants, devenus mystérieusement amnésiques, de retourner en ville,.

## Système de jeu
Digimon World met en avant les éléments de nombreux types de jeux vidéo incluant action-aventure, combat, exploration, élevage, rôle, et stratégie,. Il s'agit d'un jeu vidéo avec des graphismes en deux dimensions avec une perspective aérienne lancée dans un environnement en trois dimensions,, développé afin de faire la promotion du virtual pet, initialement distribué au Japon en 1997. Au commencement, le joueur peut indirectement choisir entre deux partenaires Digimon, Agumon ou Gabumon. Pour ce faire, il doit répondre à une série de questions posées par Jijimon ; le joueur obtient Agumon lorsque les réponses sont positives, ou Gabumon lorsqu'elles sont négatives. Tout au long du jeu, des bonus tels que des cartes à collectionner, et des médailles, lorsque le joueur accomplit une quête particulière, sont inclus, tout comme la possibilité de pêcher au lac Dragoneil,.

### Élevage

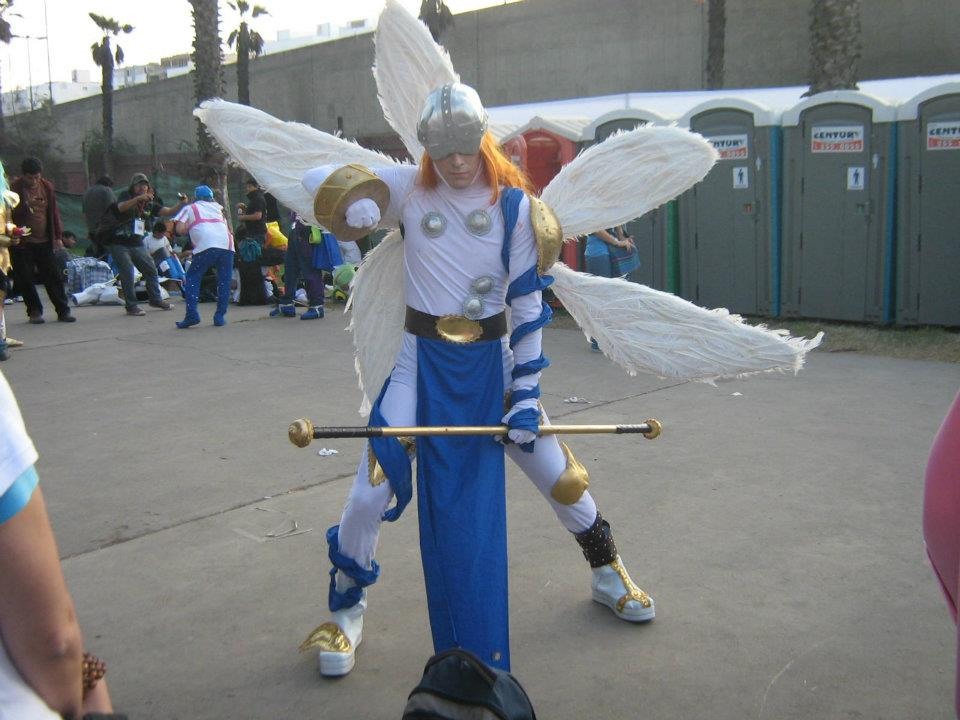
Cosplay d'Angemon, l'un des Digimon présents dans le jeu.

Au long de son périple, le joueur doit répondre aux exigences et aux besoins vitaux de son Digimon tel un animal de compagnie,, tout en explorant son environnement afin de trouver divers items et de gagner en « points de prospérité » pour chaque habitant retourné en ville. Ces derniers proposent ensuite des services, comme l'achat ou le stockage d'objets, des tournois dans une arène ou le fait de pouvoir se rendre directement dans n'importe quel autre lieu déjà visité. Le jeu se base également sur l'optimisation de statistiques afin d'obtenir un Digimon plus puissant et performant.
Digimon World propose au joueur une variété d'items et d'objets, éparpillés dans l'environnement du jeu, stockés dans un menu, aidant à l'élevage et à la longévité du Digimon. Ce dernier, s'exprimant automatiquement à l'aide de bulles, a besoin de nourriture, d'aller aux toilettes, de soins, de repos et de sommeil, afin de vieillir dans de bonnes conditions et aussi longtemps que possible. Parmi ces items, il y a les objets de nourriture comme, entre autres, les gigots et digichampis ; les RAM de soins et pansements pour la santé, et les pots de chambre portatifs pour les besoins naturels, — même si quelques toilettes publiques sont disséminées sur l'île — ; les objets qui renforcent temporairement ou définitivement les paramètres du Digimon, et les objets digivolutifs, qui permettent au Digimon de se transformer en une nouvelle créature,. Le joueur peut utiliser l'option « Sauv+repos » du menu afin de sauvegarder le jeu, et autoriser son Digimon à dormir. Le Digimon possède également une jauge d'humeur et de discipline, qui augmentent ou diminuent lorsqu'il est félicité ou réprimandé, et une jauge de saleté qui augmente lorsqu'il fait ses besoins sur le sol en dehors des toilettes.
Une horloge biologique matérialisée, placée sur le côté supérieur gauche de l'écran, indique le rythme biologique du Digimon et le moment de la journée. En 24 heures, un Digimon vieillit d'une année et se transforme physiologiquement en un Digimon plus puissant à mesure qu'il vieillit. En fin de vie, avec le vieillissement ou la perte de ses trois vies au combat, le Digimon « meurt », se dématérialise pour former un digi-œuf, et recommence un nouveau cycle de vie ; il revient au niveau bébé avec des paramètres au minimum et une très faible attaque. Il conserve toutefois des souvenirs de son ancienne vie, notamment de ses attaques, permettant au joueur de ne pas recommencer totalement à zéro.
Afin de progresser plus facilement, le joueur peut entraîner son Digimon de deux différentes manières, soit dans un parcours du combattant en solo, soit au combat contre d'autres Digimon. Dans les deux cas, le Digimon gagne en expérience sur un ou plusieurs des six paramètres, ou capacités, qu'il possède, et qui incluent les points de vie ; les points de magie, qui permettent d'utiliser des techniques en combat ; l'offensive, qui renforce la puissance des techniques employées ; la défense, qui permet de réduire le nombre de points de vie perdus lorsque le Digimon est attaqué ; la vélocité, qui rend le Digimon plus rapide au combat et l'intelligence, qui permet au Digimon de suivre les instructions données par le joueur en combat. Au parcours du combattant, le joueur choisit lui-même quel paramètre augmenter.

### Combats
Pendant l'exploration du jeu, le joueur croise sur son chemin d'autres Digimon qu'il peut éviter, ou approcher afin de combattre et gagner en expérience. Pendant les combats, le joueur peut surveiller, à l'aide de deux barres de santé, le nombre de points de vie restants (en rose), et de points de magie utilisés (en bleu). Il ne contrôle que partiellement son partenaire à l'aide de quelques options de commande qui augmentent avec l'intelligence, pour lui demander d'attaquer, de se défendre, de cibler un adversaire, de se tenir éloigné ou encore de fuir. Le joueur n'interagit directement qu'en lançant des objets de soin sur son Digimon, ou en lui demandant d'utiliser son attaque finale. Une fois l'adversaire vaincu, le joueur remporte de l'argent virtuel appelé Bits, puis un item aléatoire de temps à autre.
Durant les combats, le Digimon ne peut utiliser que trois techniques parmi celles qu'il a apprises. Ces techniques sont classées en fonction de spécialités, propres à chaque Digimon. Celles-ci comportent le feu, qui consiste en l'utilisation d'énergies chaudes ; le combat, qui s'apparente à des techniques au corps-à-corps ; l'air, qui permet des attaques à distance utilisant l'énergie du vent et de l'électricité ; la nature, qui offre des techniques liées aux parfums et au poison ; le gel, lié aux attaques d'eau et de glace ; la mécanique, réservée aux Digimon de niveau ultime et qui consiste en l'utilisation des pouvoirs des données du Digimonde ; et la saleté, pour laquelle le Digimon attaque à l'aide d'excréments.
Le mode Bataille, indépendant du reste de la partie, permet à deux joueurs de faire s'affronter un ou plusieurs Digimon préalablement enregistrés sur la carte mémoire au cours de la partie.

### Digivolution
Une fois un certain âge atteint, le partenaire Digimon du joueur se transforme physiquement, ou se « digivolve », afin d'atteindre une forme plus puissante, multipliant ainsi les possibilités de victoires dans les combats. Le Digimon peut atteindre deux ou trois formes différentes et limitées dans sa durée de vie, aux dépens de trois principaux facteurs ; ses paramètres, son poids, et le nombre d'erreurs de soins commises par le joueur. Il ne s'agit d'erreurs de soins que lorsque le joueur ne comble pas, ou ignore, les besoins vitaux de son Digimon. Le type de digivolution dépend des méthodes employées par le joueur durant l'élevage de son Digimon. Les monstres obtenus peuvent varier du Digimon faible et désobéissant, au Digimon robuste, puissant et bien apprivoisé. Certains paramètres à augmenter sont prédéterminés, et il est conseillé de respecter chaque condition nécessaire afin d'obtenir le Digimon souhaité. Au total, le joueur peut obtenir quatre-vingts Digimon différents,.
L'espérance de vie d'un Digimon est comprise entre quinze et vingt jours, suivant la façon dont il est élevé. D'abord bébé, le Digimon se digivolve au niveau entraînement au bout de six heures, puis en disciple une journée plus tard. Il se transforme ensuite au niveau champion au bout de trois jours. La dernière digivolution, en forme ultime, n'est pas systématique, et arrive vers l'âge de onze jours. Si le Digimon atteint ce stade, ses paramètres peuvent doubler,.
Le jeu vidéo propose ces cinq étapes principales de développement naturel d'une créature Digimon,,. L'étape qui excède le niveau de croissance maximale, « Méga », ainsi popularisée par le dessin animé et introduite à partir du jouet Digimon Pendulum de 1998, ne figure pas dans le soft.

## Conception

### Développement
Le développement de Digimon World s'inscrit dans le contexte du succès mondial du jeu vidéo Pokémon Rouge et Bleu, sorti en février, et vendu à plus de six millions d'exemplaires au Japon en 2000. Ce jeu connaît un engouement similaire dans le reste du monde et relance la carrière de la Game Boy de Nintendo. Ce succès donne naissance à la franchise Pokémon, qui produit une série télévisée et commercialise ensuite des peluches et des cartes à collectionner qui deviennent très populaires auprès des jeunes. La société Bandai développe quant à elle la franchise Digimon dans le même temps : à l'origine, il s'agit d'un jeu dérivé du Tamagotchi.
En 1998 est publié au Japon le premier jeu sur console de salon de la franchise. Intitulé Digital Monster Ver. S: Digimon Tamers sur Saturn, son but consiste à élever un Digimon en tant qu'animal de compagnie virtuel. Dans le même temps, une autre société, Tecmo, développe avec succès la série de jeux vidéo Monster Rancher, dont la mécanique repose aussi sur les virtual pets. Néanmoins, la franchise Pokémon se montre la plus populaire : Bandai riposte en créant en 1999 une série animée, Digimon Adventure. Celle-ci est ensuite accompagnée par la commercialisation de produits dérivés, tels que des cartes à jouer et des peluches. Le jeu Digimon World est donc lui-même un produit dérivé de cette franchise, en concurrence avec Pokémon,.
Darrell Jones, l'un des développeurs du jeu, affirme que Digimon World reprend les mécanismes du jeu d'aventure et du jeu de rôle par l'exploration du Digimonde, des informations à récupérer auprès des autres Digimon et des objets à collecter au cours de la partie. Il explique que les Digimon sont conçus en trois dimensions et évoluent dans des décors visuels inspirés de la série Final Fantasy, afin que le joueur puisse se repérer dans l'environnement qu'il explore sans être gêné par les mouvements de la caméra. Enfin, l'alternance entre le jour et la nuit est pensée par les développeurs comme un indicateur du temps qui passe, tout comme le fait que le Digimon doit satisfaire ses besoins de façon cyclique.

### Commercialisation
Digimon World est commercialisé au Japon le 28 janvier 1999 sur console PlayStation. Produit par Takayuki Shindo, le jeu est développé, puis distribué par la société locale Bandai, qui fait preuve d'une grande campagne promotionnelle plus imposante que celle des jeux vidéo de la franchise Pokémon de Nintendo, en particulier des jeux Pokémon Rouge et Bleu.
En Amérique du Nord, le jeu est adapté par la société Flying Tiger Development et publié le 27 juillet 2000,. Avant sa parution officielle, il est classifié « T » (Teen), pour un public âgé de 13 ans et plus par l'Entertainment Software Rating Board (ESRB),, tandis que la version européenne est classifiée pour tous publics, notamment par le Syndicat des éditeurs de logiciels de loisirs (SELL) et l'Entertainment and Leisure Software Publishers Association (ELSPA). Une carte à jouer promotionnelle représentant MetalGreymon est offerte dans les 100 000 premiers exemplaires du jeu. Le jeu est officiellement annoncé en conjonction avec Digimon World 2 en mai 2000, avant sa sortie.
En Europe, Digimon World est commercialisé et distribué par la société française Infogrames en juillet 2001, après plusieurs mois de reports,, en raison de la localisation complexe, explique Ralph Frefat, chef de produit chez l'éditeur européen,. Il sort en France le 5 juillet 2001. La version européenne du jeu contient par ailleurs un bug empêchant son entière progression ; la plupart des endroits, tels que la Forteresse d'Ogremon et Bourg l'industrie, sont inaccessibles, et le joueur ne peut donc achever le jeu. Il existe cependant une manipulation pour le contourner, ou plus en 2013, via un patch espagnol DIY.
Une version Windows est éditée par Multi Enterprise en Corée du Sud le 27 avril 2002. Digimon World a été réédité au Japon dans la gamme The Best for Family le 26 juillet 2001 et la même année en Amérique du Nord, dans la gamme Greatest Hits. En Europe, il est republié dans la gamme Platinum le 29 novembre 2002.

## Bande-son
La bande-son de Digimon World est composée par Yuko Ishii et Kouji Yamada. Chaque endroit dans le jeu possède deux musiques différentes. Un album intitulé Digimon World: Original Soundtrack (デジモンワールド　オリジナル・サウンドトラック) est commercialisé au Japon le 5 juillet 1999, sept mois après la sortie initiale du jeu. Il compte trente-six pistes d'une durée approximative de soixante-quatre minutes, publiées par Bandai Music Entertainment, et cataloguées APCG-4044.

## Accueil
Digimon World est accueilli d'une manière mitigée par l'ensemble de la presse spécialisée, et surtout critiqué pour, selon la plupart, avoir tenté de copier le succès des jeux de la franchise Pokémon,,. Il obtient une moyenne générale de 52,55 % sur GameRankings, basée sur 11 publications. En février 2000, le jeu compte un total de 246 862 exemplaires vendus au Japon, un résultat très modeste par rapport aux six millions de ventes de Pokémon Rouge et Bleu,. Les partenaires commerciaux nippons évoquent une commercialisation à perte, les membres de l'équipe de production se disent conscients de la mauvaise réception du jeu six mois plus tard, pour la sortie du CD de la bande sonore,.
Bandai attend un positionnement plus convaincant lors du lancement de Digimon World aux États-Unis et mène une vaste campagne promotionnelle pour compenser la concurrence de Pokémon, ; il se vend à un nombre suffisant sur le marché nord-américain pour être certifié Greatest Hits ainsi que Platinium (500 000 exemplaires au cours des six premiers mois de commercialisation,) pour son édition anglaise européenne et française,, en totalisant plus de 1,3 million d'exemplaires écoulés dans le monde. En Allemagne, le jeu se vend à 100 000 unités dans les douze mois suivant sa sortie et remporte un Sales Award Gold décerné par une entité locale. 
Miguel Lopez, rédacteur au site américain GameSpot, attribue une note de 5,1 sur 10, tout en critiquant la nature peu interactive du jeu, et en déduit qu'« il ne s'agit pas d'un jeu tous publics, mais d'un jeu seulement dédié aux fans de Digimon ou aux amateurs d'élevage de monstres ». David Zdyrko, du site IGN, donne un avis similaire, et attribue au jeu une note de 5,8/10. Selon lui, « si vous n'êtes pas un fan de Digimon, il n'y a rien dans ce jeu qui pourra vous faire changer d'avis. Si vous êtes un grand fan de Digimon, alors il n'y probablement rien dans ce que j'ai pu dire qui pourra vous faire changer d'avis -- sortez simplement de chez vous et demandez à vos parents d'acheter ce jeu et chaque peluche qu'ils peuvent trouver ». Toujours au site IGN, la rédaction critique ouvertement Bandai qui, selon elle, tente de copier la popularité de la franchise rivale Pokémon, en commercialisant de nombreux produits dérivés de la franchise Digimon tels que des cartes à collectionner, des figurines en plastique, et des peluches. Gregory Bauer, pour le site américain AllGame, indique que le jeu « offre beaucoup de rejouabilité, des tas de créatures Digimon, de vastes paysages et une pléthore de secrets à débloquer. Pourtant, il lui manque le charme, le gameplay et l'attrait qu'offre Pokémon ; seuls ceux qui recherchent un jeu d'animal de compagnie virtuel sur PlayStation pourront y trouver du plaisir ».
Valérie Précigout, rédactrice au site web français Jeuxvideo.com, attribue une moyenne générale de 13 sur 20 à Digimon World. Selon elle, bien que le scénario du jeu ne soit pas captivant, « Digimon World reste quand même un titre idéal pour les fans du dessin animé qui, à l'instar des Pokéfans, n'hésiteront pas à passer des heures et des heures sur ce jeu pour tenter de découvrir toutes les astuces qu'il recèle. Un jeu très riche lorsqu'on se donne la peine de s'y investir à fond, mais qui n'intéressera que les fans ». Elle ajoute : « La recette des Digimon est certes moins efficace que celle qui a fait le succès des Pokémon, mais les fans du dessin animé y trouveront sûrement leur compte. Reste que la progression est parfois laborieuse et pas toujours passionnante, mais le soft réserve de longues heures de jeu à ceux qui se laisseront happer par cet univers. »
Le système de jeu de Digimon World est timidement accueilli par la presse spécialisée. Jeuxvideo.com regrette « un gameplay un peu confus lors des affrontements » et « beaucoup de paramètres à prendre en compte ce qui rebutera peut-être les plus jeunes ». Pour le site américain GamePro, « tout semble indiquer que Digimon World est une expérience tout à fait agréable. Malheureusement, l'introduction ne ressemble en rien au reste du jeu. Une fois dans le monde digital, le jeu perd toute prétention amusante et se transforme en une horrible bête ». L'ensemble de la critique remarque que Digimon World est fondé sur l'élevage de Digimon, à l'instar de Tamagotchi : pour l'Official UK PlayStation Magazine, cet aspect sympathique du jeu « fait appel à l'instinct maternel de chacun d'entre nous », mais la « routine manger, dormir, essuyer peut être irritante ». Ce mensuel britannique ajoute que la digivolution arrive « au moment où vous vous attachez à votre monstre », alors que « vous n'avez même pas l'occasion de dire au revoir ». IGN et GameSpot s'accordent sur le fait que le système de combat est « peu gratifiant », puisque le joueur en est davantage un spectateur qu'un participant, puisqu'il ne peut que donner des ordres ou des objets de soin à son Digimon,. Néanmoins, le site AllGame apprécie le mode Bataille, qui permet à plusieurs joueurs de faire affronter leur Digimon, car « il s'agit d'un excellent moyen de mettre votre créature à l'épreuve ».
Les graphismes de Digimon World font l'objet d'avis divergents. L'Official UK PlayStation Magazine loue « des paysages joyeux et de jolis monstres ». Le site GameSpot remarque « joli jeu. Les arrière-plans pré-rendus semblent lisses et vivants, même s'ils sont un peu statiques, et les modèles de personnages sont bien détaillés, bien qu'un peu animés. Les environnements et les décors sont intelligemment conçus, et les perspectives de la caméra contribuent grandement à imprégner le jeu d'un sentiment de variété spatiale ». La critique du site IGN, globalement du même avis, nuance en estimant que « les textures sont pas vraiment détaillées » et que « l'animation des personnages laisse beaucoup à désirer ». Le site francophone Jeuxvideo.com déplore « des environnements de jeu qui restent plutôt quelconques et pas vraiment attirants » mais apprécie « la modélisation des Digimon fidèlement reproduits ». Enfin, le site AllGame regrette que « les visuels en 2D et la vue aérienne f[asse]nt ressembler Digimon World à un jeu 16-bits : les animations et les conceptions des personnages font défaut et les paysages sont sans intérêt. Les séquences vidéo en plein écran sont les seules choses qui nous assurent qu'il s'agit bien d'un jeu PlayStation ».
La bande-son du jeu est inégalement appréciée par la critique. Le site Jeuxvideo.com note « un environnement sonore assez quelconque », des cris « un peu saoulants de même que les bruits de pas du personnage ». Son homologue GamePro estime que les bruits de pas du personnage principal donnent l'impression que « quelqu'un est giflé », et que « si vous parvenez à rassembler la volonté de maintenir le volume, vous serez confronté à un assaut de musique à quatre sous et de gémissements d'animaux ». Le site AllGame partage cette opinion, affirmant que les bruits de pas du Digimon « conduisent au bord de la folie », que les effets sonores font « cruellement défaut » et que la musique est « vite oubliable ». GameSpot, du même avis sur ces deux derniers points, nuance en louant certains effets vocaux « remarquablement mignons », notamment lorsque le joueur félicite son Digimon. Enfin, le site IGN se distingue du reste de la presse spécialisée en affirmant que « tout, des voix aux différents effets sonores et bruits de fond, en passant par la bande-son musicale du jeu, est très mignon, ce qui convient parfaitement à ce type de jeu. Le seul véritable inconvénient est que la musique est plutôt imperceptible » et « n'a aucune qualité mémorable ».

## Postérité
En 2000, Bandai sort un deuxième opus au Japon puis en Amérique du Nord sur PlayStation. Intitulé Digimon World 2, celui-ci ne reprend pas le système de jeu de son prédécesseur et s'apparente davantage à un jeu vidéo de rôle traditionnel. Après le succès des dessins-animés, il apparaît difficile de répéter le système de jeu initial et les trois jeux World suivants sont également conçus pour être plus faciles à développer,.
En 2002, Digimon World 2003 est le troisième épisode à être commercialisé sur PlayStation, au Japon puis en Amérique du Nord, mais aussi en Europe. Ce jeu de rôle consiste à entraîner un groupe de trois Digimon et à explorer le Digimonde dans le but de combattre de nombreux ennemis sous forme de batailles en tour par tour.
Un quatrième volet, intitulé Digimon World 4, est publié en 2005 sur PlayStation 2, Xbox et GameCube. Ce jeu, qui reprend l'univers du téléfilm d'animation Digital Monster X-Evolution avec certaines allusions dans le soft et dans son marketing, innove en proposant un mode quatre joueurs et des batailles en temps réel,.
En 2006, le Japon délaisse quelque peu cette marque en faveur de propositions alternatives. La commercialisation des jeux Digimon Story en Amérique du Nord, en particulier, reprend néanmoins le nom de cette marque pour les présenter en tant qu'entrées de la série World : les jeux de rôle présentant un mécanisme cependant équivalent Digimon World DS, Digimon World Dawn et Dusk, Digimon World Data Squad et Digimon World Championship n'ont aucun lien avec la série.
Bandai Namco Games développe ensuite sur PlayStation Portable pour le Japon avec un nouvel opus, Digimon World Re:Digitize, qui est annoncé en juillet 2011 au magazine V Jump,. Contrairement aux derniers opus de la marque Digimon World, ce jeu développé par Tri-Crescendo revient aux bases du système de jeu de ce premier Digimon World avec son intérêt pour le dressage des Digimon  : un retour aux sources destiné à relancer les ventes de la franchise au Japon, en baisse depuis plusieurs années, en misant sur le public vieillissant de la franchise; le développement est mené avec peu de budget et sans documents ou matériaux du premier Digimon World à disposition,,,.
Enfin, Digimon World: Next Order est annoncé au magazine V Jump en juillet 2015 et sort au Japon sur PlayStation Vita avec un gameplay dans la continuité de Digimon World, de Re:Digitize et de sa version améliorée adaptée pour la Nintendo 3DS, Decode; à ceci près que le joueur possède un second partenaire Digimon à nourrir et à élever. Un portage pour console de salon sur PlayStation 4 fait sortir le jeu des frontières japonaises dont en France le 27 janvier 2017 après des années d’absence de la marque en Europe, en édition physique et dématérialisée.
En 2022,  le producteur des derniers jeux vidéo en date de Digimon, Kazumasa Habu, déclare qu'il est envisageable que Bandai réalise une version remastérisée ou un remake de ce premier Digimon World.